# Hermandad del Rescate (Málaga)
La Hermandad del Rescate, cuya denominación oficial es Real, Piadosa y Venerable Hermandad de Culto y Procesión de Nuestro Padre Jesús del Rescate y María Santísima de Gracia , es una hermandad de Málaga, miembro de la Agrupación de Cofradías, que participa en la Semana Santa malagueña.

## Historia
La cofradía del Rescate está muy ligada desde sus comienzos a la Orden Trinitaria, desde su nacimiento a finales del siglo XVII, hasta la exclaustración de la Cofradía en 1835. Esta ligadura a la Orden Trinitaria comienza cuando en 1682, en la ciudad marroquí de Mequinez, se rescata la talla de Jesús Nazareno Cautivo que había estado en la iglesia de La Mamora. Por el rescate de esta talla, se realiza una pintura que actualmente pertenece a la Catedral de Málaga, siendo una obra anónima del siglo XVII. En esta pintura viene la siguiente inscripción: "La milagrosa imagen de Jesús Nazareno cautivada y ultrajada de los moros en el reino de Fez, rescatada por la redención de los Padres Trinitarios Descalzos. Año 1682".
A partir de este suceso, en el último tercio del siglo XVII se funda la Hermandad del Rescate, inaugurándose en la Calle Liborio García en 1715 la Iglesia y Convento de esta Orden Trinitaria con el nombre de Nuestra Señora de Gracia, popularmente conocido como ' El Conventico', donde, según Medina Conde, ya estaba fundada la Cofradía del Rescate.
La cofradía fue exclaustrada en el año 1835, teniendo que pasar de sede a la Iglesia de San Juan a finales del siglo XIX, saliendo en procesión desde 1892 a 1896 y reformando los Estatutos de la Cofradía en 1894. Estos Estatutos fueron aprobados por el Obispo don Marcelo Spínola.
Ya en el siglo XX, la imagen de Jesús del Rescate es trasladada a la iglesia de Santo Domingo, sede donde se reorganiza la Hermandad en 1924, volviendo a ser procesionada los Miércoles Santo junto a la Hermandad de la Amargura. En 1927 se amplió el grupo escultórico y se realizaron las imágenes de Judas, el soldado romano y el sayón, obra de Pío Mollar. Durante esta primera época, salía sobre un trono realizado por los hermanos Casassola en 1900 que sufrió diferentes reformas a lo largo de la década de los años 20.
La Cofradía dejó de salir en 1930 y 1931, perdiendo gran parte de sus enseres y, lo que es más importante, la hermosa y valiosa talla de Jesús del Rescate, que era un anónimo malagueño del siglo XVIII, en los sucesos de mayo de 1931. Fueron tan importantes los daños producidos por estos sucesos, que se preveía la desaparición por completo de la Cofradía del Rescate.
Afortunadamente, esas pérdidas no influyeron en gran manera, y la Cofradía pudo ser reorganizada de nuevo en el año 1949, después de mucho esfuerzo y muchos intentos por un grupo de hermanos,encabezados por D.Antonio Rojo Carrasco. La Hermandad se reorganizó en la Parroquia de Santiago, y la imagen titular fue una imagen de Jesús Nazareno donada por las Religiosas Bernardas del convento de la Encarnación, aunque esta fue rechazada por la Hermandad, teniendo que encargar otra a Teodoro Simó Carrillo.
Esta segunda imagen también duró poco, ya que no era del agrado de los Hermanos y fue rechazada por la Comisión Diocesana de Arte Sacro. Así que se pusieron de nuevo manos a la obra, y en 1951, Francisco Campos Serrano realizó otra imagen de Cristo, esta un poco más del agrado de los Hermanos. A la par del Cristo, en 1951 y el mismo autor, realizó la imagen de María Santísima de Gracia. Ambas imágenes (tanto la del Cristo como la de la Virgen), fueron trasladadas en 1951 a su actual sede canónica, la capilla de calle Agua.
La Hermandad fue admitida en la Agrupación de Cofradías en 1950, realizando su primera salida procesional después de estar organizada en 1951. Este año lo hizo solo con la imagen del Cristo de Francisco Campos Serrano, sobre un trono provisional prestado por la Agrupación de Cofradías. Ya para la Semana Santa de 1952, se estrenó un nuevo trono procesional, realizado por Antonio García Ponce y Pedro Pérez Hidalgo, añadiéndose a este bajorrelieves del Vía Crucis en el año 1953, obra de los talleres Oreja de Bilbao.
En 1954 la Cofradía cambiaría de nuevo de imagen titular, esta vez, sería ya el cambio definitivo (por lo menos hasta la actualidad). Esta nueva obra de Jesús del Rescate corrió a cargo de Castillo Lastrucci, causando admiración entre todos los que la admiraron, siendo actualmente una de las imágenes más bellas que se procesionan. La cofradía seguía en pleno desarrollo, teniendo de vez en cuando algunas crisis económicas (propias de la época), pero todo ello sin mucha importancia.
En el año 1955 no se llevan a cabo reformas importantes, siendo el año 1956 el de la bendición de la nueva Virgen de Gracia, obra también de Antonio Castillo Lastrucci, asemejando su anatomía a la Dolorosa de Salzillo. Cabe recordar que la imagen de la Virgen de Gracia no es procesionada por primera vez hasta 1957, año en el que lo hace esta bella imagen de Castillo Lastrucci sobre un trono de Pedro Pérez Hidalgo de grandísimas dimensiones y gran peso, que fue totalmente terminado en la Semana Santa de 1958. Este trono no llevaba palio. A partir de 1957 se empieza a bordar el que es el manto de la Virgen de Gracia, una auténtica joya del panorama procesionista malagueño.
La Cofradía sigue aumentando en patrimonio, y en la década de los 70 tienen lugar diferentes acontecimientos importantes en la historia de la misma. El primero, bastante escandaloso, es de destacar. En la Semana Santa de 1972 tiene lugar el abandono en Puerta Nueva de la Virgen de Gracia por sus hombres de trono.
Estos se negaban a seguir con el trayecto, ya que no podían más con el trono de la Virgen, era demasiada carga que no podían soportar. Entonces, el trono fue desmontado y la Virgen fue llevada a una casa particular, siguiendo el Cristo del Rescate solo por las calles de Málaga. A partir de ese momento se tiene previsto cambiar el trono de la Virgen, para que no sufriera más esos abandonos. En la Semana Santa de 1975 tiene lugar un acontecimiento de renovación, ya que se estrena el nuevo trono del Señor del Rescate, que sale totalmente dorado en la Semana Santa de 1978.
En 1981, se vende a la Cofradía del Cristo del Mar de Vélez-Málaga el trono de la Virgen, teniendo que ser procesionada sobre un trono provisional confeccionado con las cartelas de plata del antiguo trono del Señor del Rescate, decorado con 5 tallas que se encontraban en el anterior trono de Pérez Hidalgo. Ya en el año 1985, la Virgen estrenó nuevo trono obra de Antonio Martín de estilo gótico, único en nuestra ciudad. Con este nuevo trono, la Virgen de Gracia saldría por primera vez bajo palio. A partir de 1987, y bajo el mandato de Francisco Javier Luque, se restaura la Capilla de la Hermandad en calle Agua, y se construye la Casa Hermandad, situada también en calle Agua, uno de los proyectos más ambiciosos de la última etapa de la Cofradía.
El 25 de marzo de 2000, Jesús del Rescate presidió el Vía crucis Jubilar y sólo dos años más tarde, el trono de María Santísima de Gracia salió totalmente dorado en todo su esplendor en la Semana Santa de 2002, causando gran admiración entre los espectadores.
Los dos tronos han sido ampliados para pasar a llevar ocho varales, debido al gran peso de estos, pudiendo así llevar más hombres de trono. Esto ocurrió en 2013 (trono de María Santísima de Gracia) y en 2014 (trono de Nuestro Padre Jesús del Rescate).

## Iconografía
El Señor representa el apresamiento de Jesús en el huerto de Getsemaní; la Virgen cumple los cánones de una dolorosa.

## Imágenes
- El Cristo obra de Antonio Castillo Lastrucci (1954). El grupo escultórico está formado por San Juan, San Pedro, Santiago, Judas, dos romanos y dos sayones, realizados también por Castillo Lastrucci en el año 1957.
- La imagen de la Virgen de Gracia es del mismo autor (1956), posteriormente sometida a una restauración de manos por Luis Álvarez Duarte (1983), en la que resultaría la imagen actual que conocemos de la Virgen de Gracia.

## Tronos

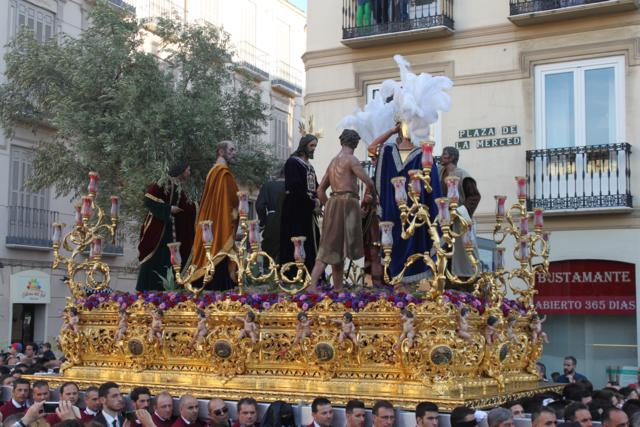
Trono del Cristo

- El trono del Cristo es de estilo neobarroco y está realizado por Antonio Martín Fernández (1975), con ebanistería de Francisco Bailac Cenizo. Destacan los veinticuatro querubines realizados por Francisco Buiza, cuya curiosidad es que son diferentes todos. Otra parte destacada del trono del Señor es el dorado, obra de Antonio Díaz (Sevilla, 1979) y Manuel Rodríguez y Antonio Moreno. El trono está provisto de cuatro arbotantes de siete brazos en las esquinas y dos arbotantes laterales con cinco brazos. Cuenta con doce relieves con motivos de la pasión, realizados en madera de flandes. La parte superior del trono está rematada con una crestería y en la parte inferior con un moldurón de doce centímetros de ancho. Como detalle, podemos decir que el trono tiene una réplica de la Virgen de la Victoria (Patrona de Málaga), que la podemos localizar en el frontal del trono.

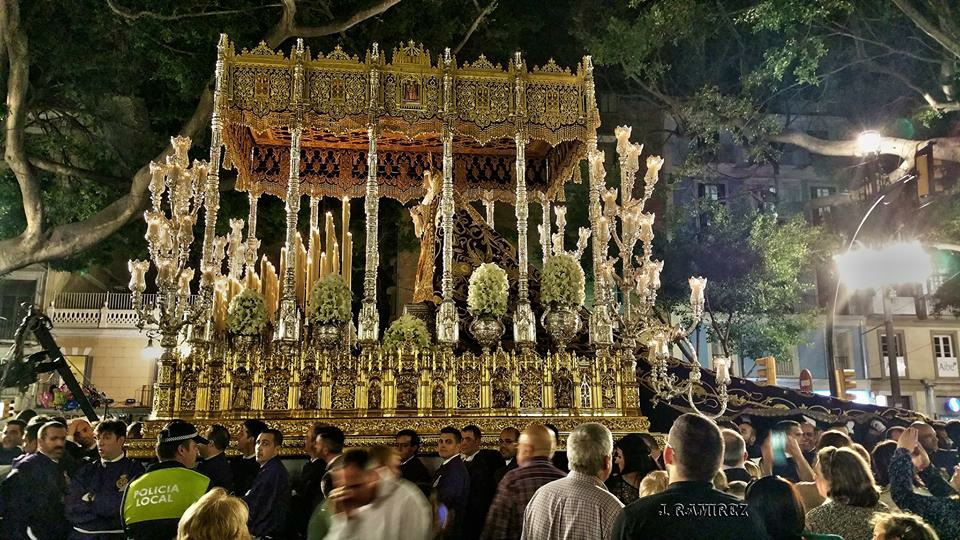
Trono de la Virgen

- El trono de la Virgen es de estilo neogótico realizado por Antonio Martín Fernández (1985), y es el único trono de este estilo en la Semana Santa de Málaga. Fue ampliado y dorado en 2002. El dorado fue realizado por Manuel Rodríguez y Antonio Moreno (Manolo y Antonio Doradores). En el 2010 la Virgen estrenó un sublime palio bordado en seda por los talleres de Joaquín Salcedo Canca, diseño de Fernando Prinis Betés. El manto, obra de las monjas del Convento de San Carlos (1957-1962) fue ampliado y restaurado por Joaquín Salcedo Canca.

## Marchas dedicadas
Banda de Música:
- Plegaria a Nuestro Padre Jesús del Rescate, Perfecto Artola Prats (1983)
- Virgen de Gracia, Perfecto Artola Prats (1984)
- Nazarenos del Rescate, Perfecto Artola Prats (1985)
- Jesús del Rescate, Perfecto Artola Prats (1986)
- Pregón al Rescate, Perfecto Artola Prats (1988)
- Faro de la Victoria, Antonio Rozas Matabuena (1988)
- Eterno Cofrade del Rescate, Desiderio Artola Tena (1994)
- Señor de Calle Agua, Manuel Bonilla Casado (2013)
- En tu mirada, Virgen de Gracia, José Ignacio Fortis Pérez (2014)
- María, Gratia Plena, José Antonio Molero Luque (2020)
- Gracia Divina, Álvaro Gutiérrez Valle (2022)

Cornetas y Tambores:
- Cristo del Rescate, Alberto Escámez (1951)

Agrupación Musical:
- Getsemaní Victoriano, Salvador Quero (2014)

## Recorrido Oficial
| Predecesor: Estrella | Orden de entrada en el Recorrido Oficial (Martes Santo) 5.º lugar | Sucesor: La Sentencia |